# Renault C-Truck
Der Renault C-Truck ist ein leichter Baustellen-Lkw und Nachfolger des Renault Premium Lander. Der C-Truck wurde gemeinsam mit den anderen Modellen der komplett erneuerten Renault Trucks Nutzfahrzeugpalette am 11. Juni 2013 vorgestellt.

## Technik
Wie die anderen Modelle hat der C-Truck einen Sechszylinder-7,7-Liter-Dieselmotor, der die Abgasnorm Euro 6 erfüllt.
Dabei reicht die Leistung von 184 kW bis 235 kW (250 bis 320 PS). Die kleinen Varianten erhalten das Führerhaus des Renault D-Truck Wide mit 2,30 oder 2,50 Meter Länge. Vom Vorgänger übernommen wird das hydrostatische Antriebssystem Optitrack, das bei Bedarf im Gelände kurzzeitig mit zusätzlichem Vortrieb an der Vorderachse unterstützt.

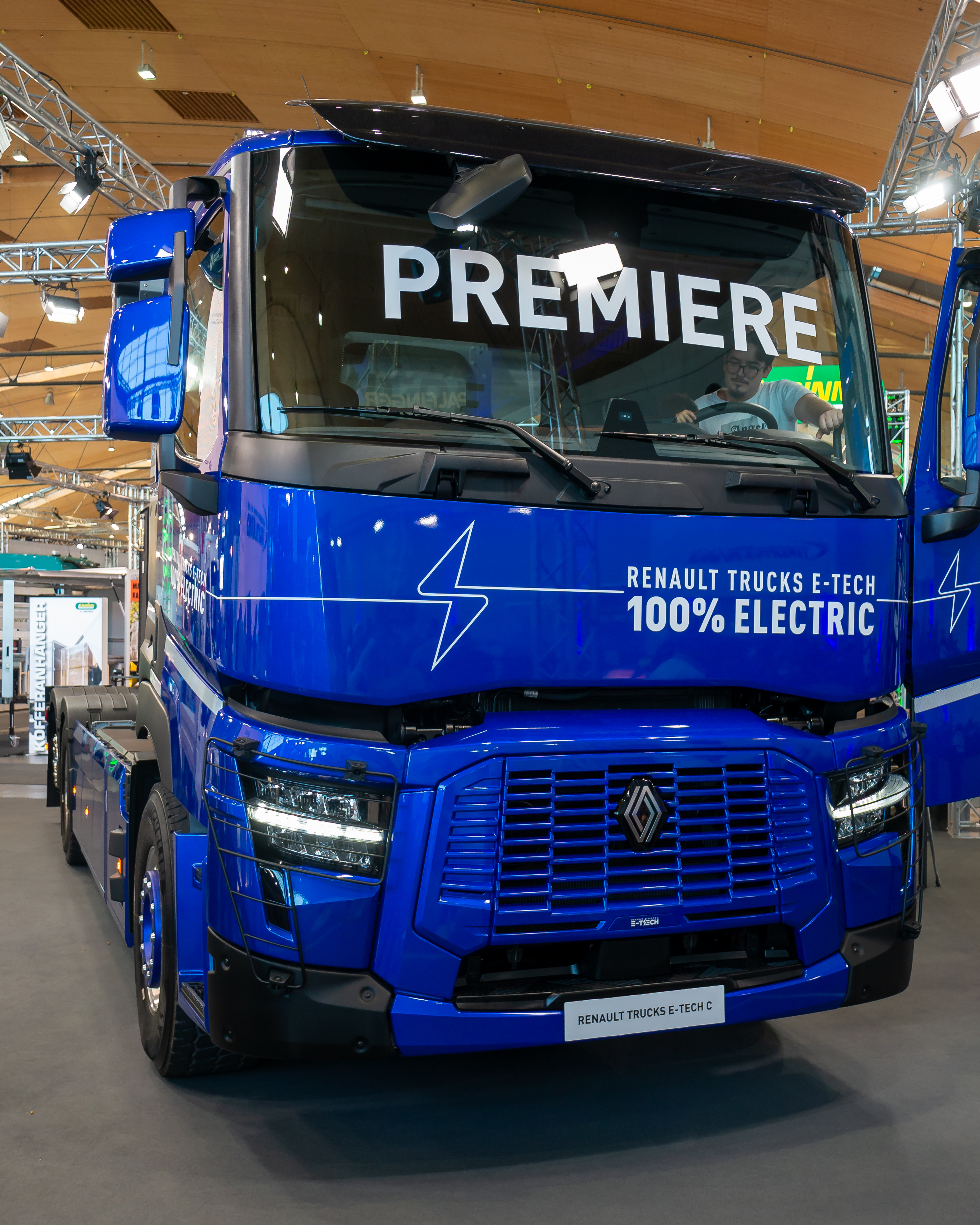
E-Tech C

Zum Facelift 2023 wurde erstmals auch eine batterieelektrische Version unter dem Namen E-Tech C eingeführt.